# Vannoccio Biringuccio
Vannoccio Vincenzio Austino Luca Biringuccio (auch Biringucci; * [vor dem 21. Oktober] 1480 in Siena; † August 1537 in Rom) war ein italienischer Ingenieur, Architekt, Büchsenmacher und angewandter Chemiker, mit seinem Werk De la Pirotechnia begründete er die Metallurgie.

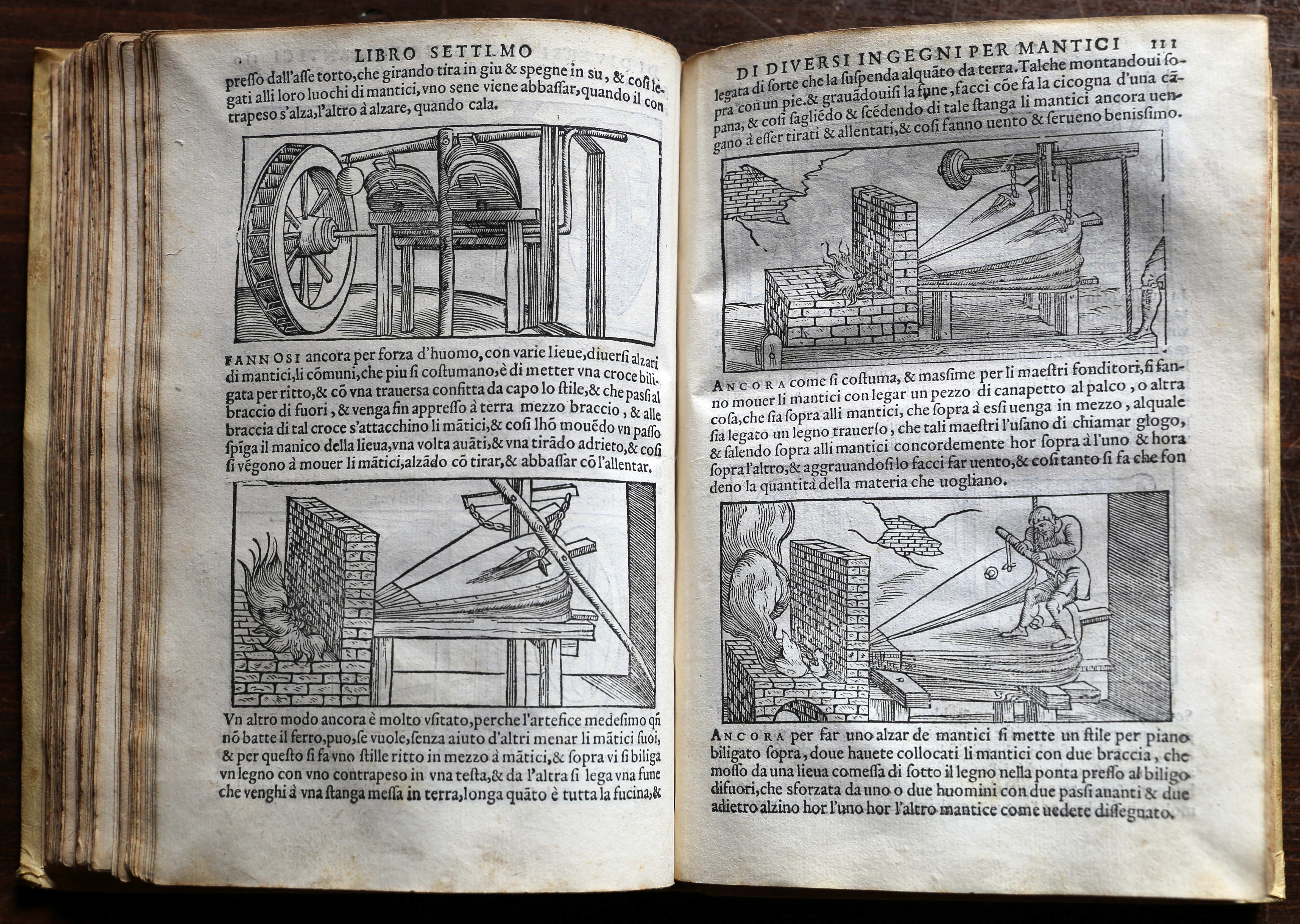
Pirotechnia

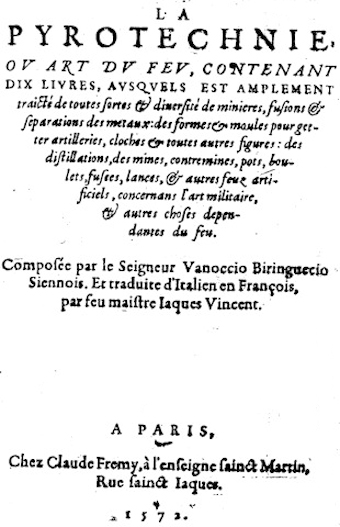
Abbildung der französischen Ausgabe der Pirotechnia

## Anfänge
Vannoccio Biringuccio ist am 20. Oktober 1480 getauft worden, er dürfte infolgedessen am gleichen oder am Vortag geboren worden sein, sein Vater Paolo di Vannoccio (war verheiratet mit Lucrezia di Bartolomeo) war im städtischen Baugewerbe tätig. Über die Ausbildung ist wenig bekannt, er wurde aber von Pandolfo Petrucci und später dessen Sohn Borghese (geboren um 1492) gefördert – bei den Petruccis handelte es sich um eine tyrannisch in Siena herrschende Adelsfamilie.

## Tätigkeiten in Siena
Nach einer Ausbildung in Eisenminen übernahm Biringuccio die Leitung der Silberminen am Avanzaberg, was ihm zwei Studienreisen nach Deutschland ermöglichte, die wiederum großen Einfluss auf die Pirotechnia hatten. Er besuchte Innsbruck, Hall, Schwaz und auch italienische Bergwerke. Nach 1508 folgten Mailand, Venedig, Ferrara, bis er wieder nach Siena zurückkehrte und die Oberaufsicht der Bergwerke übernahm. 1513 wurde er städtischer Werkmeister in Siena, im folgenden Jahr übernahm er die Leitung der Münze dieser Stadt. 1515 musste er aufgrund des Sturzes des Diktators fliehen und wurde in Abwesenheit der Münzfälscherei angeklagt. Es folgte ein unstetes Wanderleben in Rom und Neapel und 1517 in Sizilien, bevor er mit Fabio Petrucci nach Siena zurückkehrte, dort sein Vermögen wiederbekam und erneut Werkmeister wurde. Im Januar 1524 erhielt er das Privileg der Salpeterherstellung für die gesamte Republik Siena. Ein Volksaufstand vertrieb die Petruccis jedoch abermals, woraufhin man vergeblich versuchte, mit der Artillerie unter der Leitung von Biringuccio Siena zurückzuerobern. Biringuccios Verbleib in den Jahren 1526 bis 1529 ist unbekannt, dürfte jedoch in Deutschland gewesen sein, dann verbesserte er die Artillerie der Republik Florenz. Im gleichen Jahr kehrte er nach Siena zurück, nachdem er die rivalisierenden politischen Parteien zum Frieden bewegen konnte, und gehörte dort den Magistrat an.

## Tätigkeiten in Rom
1534 ernannte Papst Paul III. Vannoccio Biringuccio zum Artilleriehauptmann und -gießer, 1535 als Nachfolger von Baldassare Peruzzi zum Architekt und Baumeister des Petersdoms. 1536 zog Biringuccio ganz nach Rom und leitete dort von nun an auch die Gießerei. Bereits im August 1537 verstarb er jedoch.

## Pirotechnia
Wohl 1534/35 verfasste Biringuccio sein auf deutschen Quellen beruhendes zehnbändiges Werk De la Pirotechnia, dessen erste Ausgabe postum 1540 in Venedig erschien. Es folgten italienische, französische und lateinische Ausgaben, die deutsche Übersetzung bekam den Titel Die zehn Bücher von der Feuerwerkskunst. Dabei handelte es sich um das erste Buch seit der Antike, welches sich nicht vorwiegend mit der Kriegstechnik beschäftigte.
Biringuccio stellte als Praktiker alle technischen Vorgänge anschaulich dar und bediente sich seiner Muttersprache, um nicht nur Gelehrte anzusprechen. Es handelte sich um das erste Buch über Metallurgie überhaupt und blieb über zwei Jahrhunderte lang das unübertroffene Standardwerk. Auch bot es den ersten ausführlichen Bericht über Flammöfen und die Härtung des Antimons; die erstmalige Erwähnung der Gewichtszunahme beim Kalzinieren von Blei in Flammöfen; die erste Beschreibung der Farbänderung beim Härten von Stahl, die erst Robert Boyle präzisierte; die erste Erwähnung von Mangan unter diesen modernen Namen.

## Inhalt der Pirotechnia
Das erste Buch befasst sich mit den verschiedenen Metallen, dem Suchen und Untersuchen von Erzen, Anlegen von Erzgruben, Stollen- und Schachtbau und Werkzeugen des Bergmanns. Darüber hinaus preist es den Nutzen des Bergbaus und erwähnt viele persönliche Beobachtungen der Reisen Biringuccios. Die Darstellung der Metalle, Erze und Mineralien, beginnend mit Gold, Silber, Kupfer und Bleierz fußt dabei auf der damals bekannten Literatur.
Das zweite Buch enthält Beschreibungen der Halbmineralien und eine der ältesten Schilderungen der Quecksilbergewinnung. Es stellt Schwefel in allen Aspekten dar, also seine Eigenschaften, Schwefelerz und die Gewinnung; wobei es sich an den Ausführungen antiker und mittelalterlicher Gelehrter anlehnt, darunter Plinius der Ältere und Albertus Magnus. Erwähnung finden Metallkiese, Alaungewinnung, Arsenik, Auripigment, das Gewinnen gewöhnlicher Salze aus Gruben und Wässern, blauer und grüner Lasurstein, Bergkristall, die bekannten Edelsteine Diamant, Smaragd und Saphir. Das Allgemeine über Salze findet sich in den Grundzügen bereits bei Georgius Agricola, die Beschreibung der Glasfabrikation konnte erst zwei Jahrhunderte später Johannes Kunckel mit seinem Werk Ars Vitraria Experimentalis überbieten.
Der dritte Band führt die Vorbereitungen der Erze zum Schmelzen in 10 Kapiteln aus, der vierte Band erörtert die Trennung des Silbers von Gold und die Umwandlung in Feingold. Im fünften Buch geht es um Metalllegierungen: Goldlegierungen, Legierungen des Silbers mit Kupfer, Legierung des Kupfers, von Zinn und Blei.
Das sechste Buch widmet sich der Gießkunst: Es beschreibt, wie der Lehm für den Bronzeguss beschaffen sein muss, wie Bronzefiguren und Geschütze geschaffen werden, macht allgemeine Aussagen zu Bronzegussformen, gibt Maße für Glocken und deren Klöppel an. Schließlich äußerst es sich auch noch zum Schweißen zersprungener Glocken.
Im siebten Buch finden sich Metallschmelzverfahren, ausführliche Beschreibungen zum Bau und Betrieb von Flammöfen und eine erstmalige Beschreibung zum Guss von großen und kleine Geschützkugeln. Zudem formulierte er erstmals die vom Schwarzpulver ausgehende Treibwirkung als Folge der plötzlichen Entwicklung einer Dampfmenge, die einen über tausendfach größeres Volumen als das zur Explosion gebrachte Pulver hat. Im achten Band geht es darum, wie Sande für den Kleinguss von Bronze und Salzlaugen für Formsand hergestellt werden, um das Formen mit Sand im Kasten oder Holzrahmen, das Formen von Bildwerken, um Stoffe, welche die Metalle leichtschmelzend und dünnflüssig machen.
Das neunte Buch erwähnt verschiedene Feuerarbeiten: Destillieren; Wasser- und Ölgewinnung; Sublimieren; Betrieb einer Münze; Gold-, Küpfer-, Eisen- und Zinnschmiedekunst; Ziehen von Gold-, Silber-, Kupfer- und Messingdraht; Goldzubereitung für das Verspinnen; Entgolden von Silber und anderen Metallen, die mit Blattgold überzogen wurden. Zudem wird das Erstellen der besten Tiegel zum Schmelzen aller Metalle beschrieben. Im zehnten Buch geht es schließlich um künstliche Brandstoffe für Feuerwerkskörper, welche für Kriegszwecke oder zur Belustigung bei Festlichkeiten gedacht sind.

## Übersetzungen
- Pirotechnia. Übersetzt und erläutert von Otto Johannsen. Vieweg, Braunschweig 1925.
- Cyril Stanley Smith, Martha Teach Gnudi (Übersetzer): The Pirotechnia of Vannoccio Biringuccio. The Classic Sixteenth-Century Treatise on Metals and Metallurgy. Dover Publications, New York 1990, ISBN 0-486-26134-4.

## Ehrungen
- Das 1961 erstbeschriebene Mineral Biringuccit wurde nach ihm benannt.[1]